# Léonce Deprez
Pour les articles homonymes, voir Deprez.
Léonce Deprez, né le 10 juillet 1927 à Béthune et mort le 7 juillet 2017 à Rang-du-Fliers, est un sportif et homme politique français et maire du Touquet-Paris-Plage. 
Il est qualifié de « maire du Touquet des quatre saisons ».

## Biographie

### Famille et formation
Léonce Deprez est né le 10 juillet 1927 à Béthune du mariage de Pierre Deprez, notaire, et de Marie-Élisabeth Lambert.
Après des études à l'institution Saint-Vaast de Béthune, Léonce Deprez intègre la faculté de droit de Lille où il obtient une licence en droit.
De son mariage le 23 juin 1951 avec Éliane Basin, naissent quatre enfants : Marguerite-Marie qui épousera Patrick-Audebert-Lasrochas, femme politique connue sous le nom de Marguerite Deprez-Audebert, Marie-Antoinette, Léonce et Christophe.

### Carrière professionnelle
De 1956 à 1981, il est directeur général de la SA Imprimerie Léonce-Deprez-Flandres-Artois-Côte-d'Opale. Il en est ensuite de 1986 à 2002, le vice-président du conseil de surveillance. Il est président-fondateur de la jeune Chambre économique de la région de Béthune puis président national de la Jeune Chambre économique française en 1964-1965. Il est vice-président du syndicat national de la presse hebdomadaire régionale d'information de 1970 à 1980, président des Petites et moyennes industries de la région Nord-Pas-de-Calais de 1975 à 1981.

### Carrière sportive
Léonce Deprez est en 1943 champion de France d'athlétisme cadet, sur 55 mètres haies à Lyon, et champion des Flandres de tennis cadet.
Footballeur au poste de gardien de but, il est champion de France de football amateur en 1949 avec le Stade béthunois. Il porte une vingtaine de fois le maillot de l'équipe de France de football en sélection universitaire, équipe de France militaire, amateur et même olympique, avec laquelle il participe aux Jeux olympiques d'Helsinki en 1952. Refusant une proposition de Louis Dugauguez de tenter une carrière professionnelle à l'UA Sedan Torcy, il reste jouer à Béthune jusqu'au milieu des années 1960. Le stade de Béthune porte d'ailleurs son nom ainsi que celui de Louis Hermant, le stade Hermant-Deprez.

### Carrière politique
Léonce Deprez commence sa carrière politique en étant qu'élu au conseil municipal de Béthune, dont il est le benjamin entre 1957 et 1965. Élu premier adjoint au maire du Touquet-Paris-Plage en 1965, il est élu maire en 1969 et le demeure jusqu'en 1995. Élu député du Pas-de-Calais en 1986 et réélu jusqu'en 2007, il est secrétaire de l'Assemblée nationale et secrétaire de la commission des affaires économiques. Président du groupe d'études tourisme, il est chargé de mission en 1994 auprès du ministre Bernard Bosson pour le développement de l'économie touristique 4 saisons. Il est membre du conseil régional du Nord-Pas-de-Calais de 1986 à 2002, vice-président entre 1992 et 1998 et président de la commission du plan et d'aménagement du territoire de 1994 à 2001. Il est enfin de nouveau maire du Touquet-Paris-Plage entre 2001 et 2008.
Maire du Touquet-Paris-Plage, il est avec le pilote Thierry Sabine le créateur de l'Enduro du Touquet (Enduropale) en 1975, qui fête ses 40 ans en 2015.

### Mort

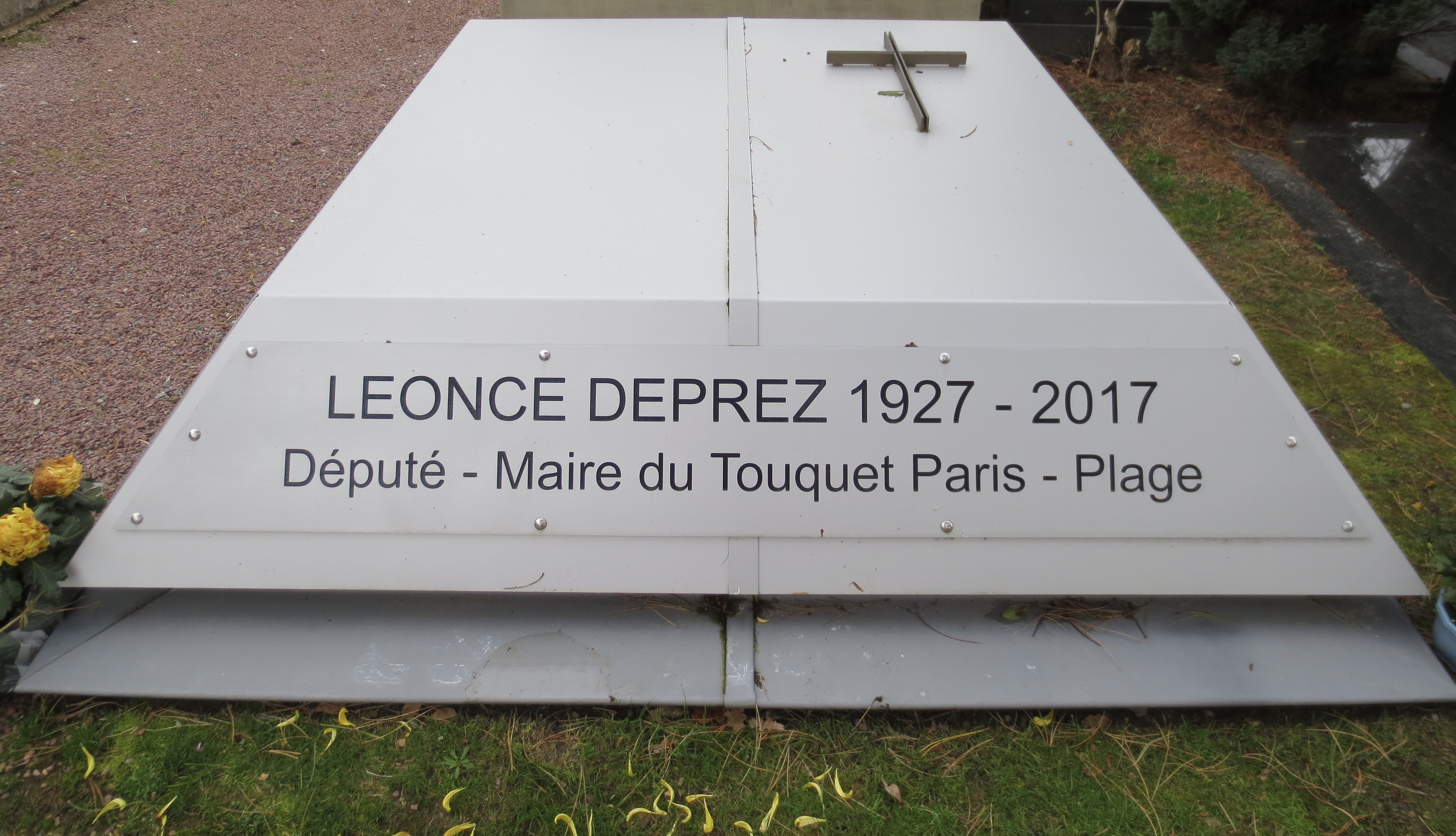
Tombe de Léonce Deprez.

Léonce Deprez est mort le 7 juillet 2017 au centre hospitalier de l'arrondissement de Montreuil (CHAM), situé sur le territoire de la commune de Rang-du-Fliers et inhumé dans le cimetière du Touquet-Paris-Plage.

## Mandats politiques

### Mandats locaux
- 14/03/1965-03/07/1969 : 1er adjoint au maire du Touquet-Paris-Plage
- 14/03/1971-12/03/1977 : maire du Touquet-Paris-Plage
- 13/03/1977-05/03/1983 : maire du Touquet-Paris-Plage
- 14/03/1983-12/03/1989 : maire du Touquet-Paris-Plage
- 24/03/1989-18/06/1995 : maire du Touquet-Paris-Plage
- 18/06/1995-18/03/2001 : conseiller municipal d'opposition du Touquet-Paris-Plage
- 18/03/2001-09/03/2008 : maire du Touquet-Paris-Plage

### Mandats régionaux
- 17/03/1986-22/03/1992 : membre du conseil régional du Nord-Pas-de-Calais
- 23/03/1992-15/03/1998 : vice-président du conseil régional du Nord-Pas-de-Calais
- 16/03/1998-15/07/2002 : conseiller régional du Nord-Pas-de-Calais

### Mandats nationaux
- 02/04/1986-14/05/1988 : député du Pas-de-Calais
- 13/06/1988-01/04/1993 : député de la 4e circonscription du Pas-de-Calais
- 02/04/1993-21/04/1997 : député de la 4e circonscription du Pas-de-Calais
- 01/06/1997-15/06/2002 : député de la 4e circonscription du Pas-de-Calais
- 16/06/2002-17/06/2007 : député de la 4e circonscription du Pas-de-Calais

## Distinctions
- Officier de la Légion d'honneur
- Chevalier de l'ordre national du Mérite
- Officier de l'ordre des Palmes académiques
- Officier de l'ordre du Mérite sportif‎

Chevalier de l'ordre national de la Légion d'honneur en 1981, Léonce Deprez est promu officier le 31 décembre 2008 au titre de « ancien député du Pas-de-Calais, ancien maire du Touquet-Paris-Plage ».
Il est chevalier de l'ordre national du Mérite et officier de l'ordre des Palmes académiques et du mérite sportif.

## Hommage
La ville du Touquet-Paris-Plage lui rend hommage, avec l'acquisition de la villa Sunny Corner, don de Mme Abecassis qui a souhaité créer le Centre Léonce Deprez, sis au 207, avenue du Général-de-Gaulle.
La ville de Béthune lui rend hommage en donnant son nom au stade de la commune, ainsi que celui de Louis Hermant, le stade Hermant-Deprez.

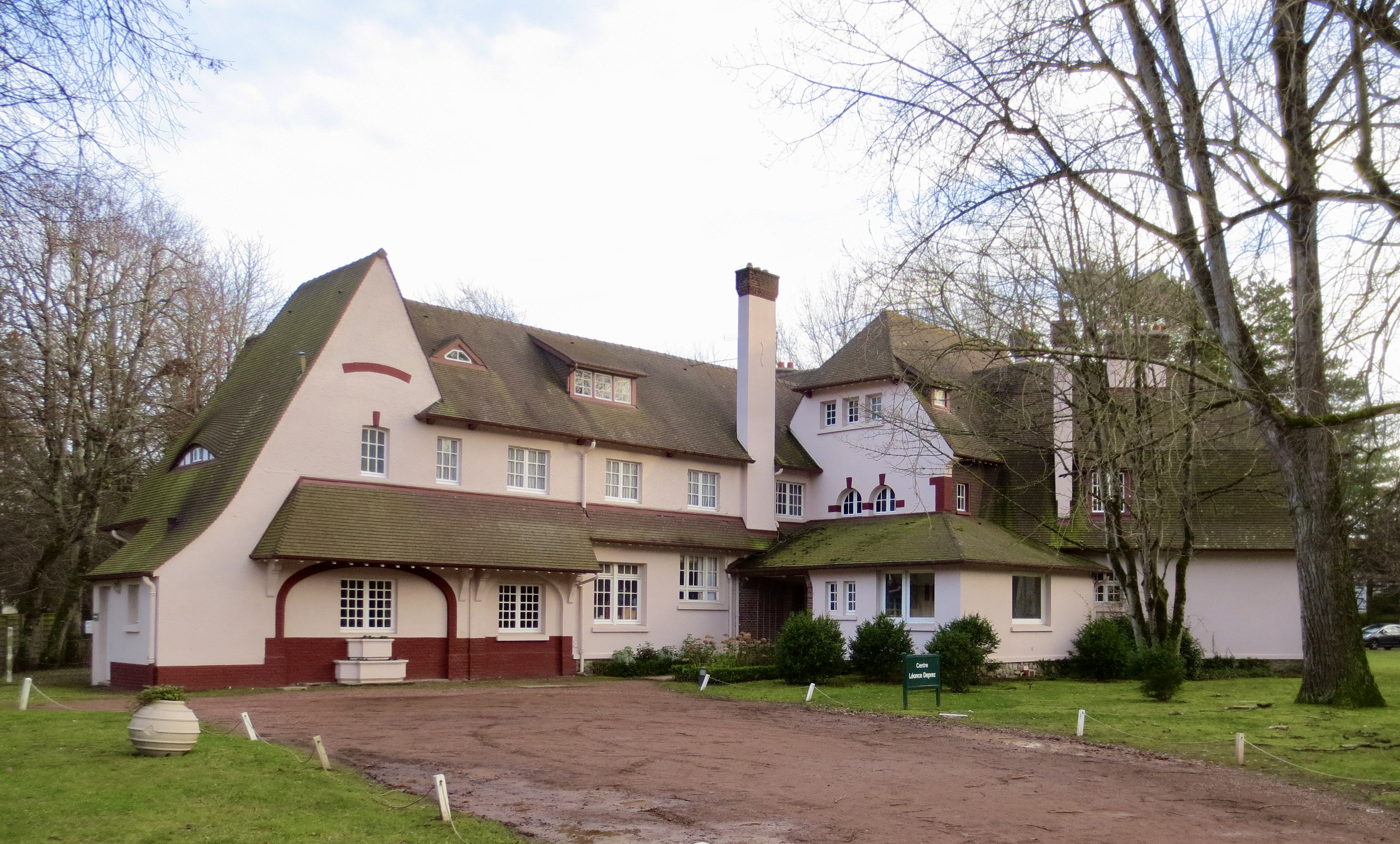
Le centre Léonce Deprez.
L'entrée du stade Hermant-Deprez.

## Ouvrages
Léonce Deprez a écrit plusieurs ouvrages, dont :
- Le problème des loisirs dans le Nord de la France, 1963
- Les jeunes générations face à l'aménagement du territoire, 1964
- 10 ans de lutte pour la vie, d'une zone minière à convertir, 1979
- Les communes touristiques, mieux que Trigano, 1979
- Temps libre—Pour une politique nationale du temps libre, 1981
- De A à Z...Parlons vie, 1986
- Le partenariat, pour faire gagner la France et les Français, 1987
- La force montante sociale-libérale, 1988
- Une vraie politique d'économie touristique pour la France, 1995
- Députés et citoyens face aux années 2000, 1999
- L'économie touristique, ou une croissance accessible, 2006
- L'envie du futur, 2009
- À nous deux, la vie !, en collaboration avec Jacques Noyer, éditions Henry, 2012, 352 pages  (ISBN 978-2-36469-019-6)
- Nous sommes ce que nous faisons : le livre de mémoires de Léonce Deprez, éditions Ravet-Anceau, 2015  (ISBN 978-2-35973-508-6)